# Walhalla (Dél-Karolina)
Walhalla település az Amerikai Egyesült Államok Dél-Karolina államában, Oconee megyében, melynek megyeszékhelye is. Lakosainak száma 4072 fő (2020. április 1.).

## Népesség
A település népességének változása:

| 2010 | 4 263 |
| 2020 | 4 072 |